# 缉拿纳吉集会
缉拿纳吉集会（英語：Tangkap Najib rally）或称逮捕纳吉集会，是于2015年8月1日在马来西亚首都吉隆坡举行的一场集会，由非政府组织“为了马来西亚”（Demi Malaysia）所号召，目的是为了使涉及一个马来西亚发展有限公司丑闻（1MDB）的时任马来西亚首相纳吉·阿都拉萨下台。

## 背景
在该集会发生之前，时任马来西亚首相纳吉·阿都拉萨被揭发在一个马来西亚发展有限公司丑闻（1MDB）中将26亿令吉转到自己的私人户口，事件被曝光后引起马来西亚人民的批评浪潮。 
2015年7月30日，“为了马来西亚”（Demi Malaysia）的146名成员将于8月1日举行该和平集会。该组织发言人阿当阿德里指出，一马公司丑闻发展至今，纳吉都未给予马来西亚人民做出交代。

## 警方逮捕
人民公正党霹雳州迪遮区州议员郑立慷和新邦波赖区州议员陈家兴在吉隆坡国企十合（SOGO）购物广场外的集会上，因不遵从警方指示疏散人群，而被警方带返警局。
吉隆坡副总警长刘丰顺证实，警方已逮捕3名涉及发动集会活动的人士助查。